# گریگوری مارشال
گریگوری مارشال (؛ انگلیسی: Gregory Marshall؛ ۴ آوریل ۱۹۳۹ – ۲ اکتبر ۱۹۸۹) بازیگر ارمنی‌تبار اهل ایالات متحده آمریکا بود. وی بین سال‌های ۱۹۴۴ تا ۱۹۵۸ میلادی فعالیت می‌کرد.

## زندگی‌نامه
وی با نام اصلی گریگوری مورادیان در ۴ آوریل ۱۹۳۹ در شهرستان لس آنجلس، کالیفرنیا به دنیا آمد  وی در ۲ اکتبر ۱۹۸۹ در سن ۵۰ سالگی در اورنج، کالیفرنیا درگذشت.

## گزیده فیلمشناسی
از فیلم‌ها یا برنامه‌های تلویزیونی که وی در آن نقش داشته‌است می‌توان به اعتراف عجیب (۱۹۴۵)، عروس چکمه‌پوش (فیلم) (۱۹۴۶)، تور آبی (۱۹۵۱) و تانگانیکا (فیلم) (۱۹۵۴) اشاره کرد.